# گوسیک
گوسیک (ژاپنی: ゴシック هپبورن: Goshikku) یک مجموعه لایت ناول ژاپنی به نویسندگی کازوکی ساکورابا و تصویرسازی هیناتا تاکدا که انتشارات فوجیمی شوبو آن را عرضه کرده است. داستان در کشوری ساختگی در اروپا به سال ۱۹۲۴، اتفاق می‌افتد جایی که کازویا کوجو، یک دانش‌آموز انتقالی ژاپنی با دختری زیرک و مرموز که فقط کتابخانه را برای خوابیدن ترک می‌کند، برخورد کرده. برادر آن دختر یک کارآگاه است که برای حل پرونده‌های پیچیده و دشوار متکی بر هوش استثنایی او است.
مجله توکیوپاپ اولین قسمت این رمان به زبان انگلیسی را در آوریل ۲۰۰۸ و دومین قسمت را نیز در مارس ۲۰۱۰ منتشر کرد. بر پایه این رمان یک سری مانگا توسط ماهنامهٔ دراگون ایج از ۹ دسامبر ۲۰۰۷ شروع به انتشار گردید. همچنین یک مجموعه تلویزیونی انیمه ۲۴ قسمتی نیز به کارگردانی هیتوشی نانبا و توسط استودیوی بونز دستمایه اقتباس قرار گرفت که از ۷ ژانویه ۲۰۱۱ شروع شده و تا ۲ ژوئیه ۲۰۱۱ ادامه داشت.

## داستان
گوسیک در یک کشور ساختگی کوچک اروپایی با نام سائوبور و به سال ۱۹۲۴ اتفاق می‌افتد. داستان حول محور کازویا کوجو، سومین پسر سرباز سلطنی ژاپن که به تازگی به دانشگاه مارگوریت، جایی که منشأ داستان‌ها و افسانه‌های ترسناک محلی است انتقال یافته. در آنجاست که او با دختر زیبا و مرموزی به نام ویکتوریکا برخورد می‌کند. او هرگز سر کلاس نمی‌رود و تمام طول روز مشغول خواندن کلیه کتاب‌های، کتابخانه یا حل معماهایی که حتی کارآگاهان نیز از پس آن بر نمی‌آیند است. بیشتر تمرکز داستان این مجموعه بر روی کازویا و ویکتوریکا و درگیری آن‌ها برای حل پرونده‌های پر رمز و راز و در عین حال آشنایی آن‌ها با اشخاص مختلف است.

## شخصیت‌های اصلی
کازویا کوجو (به ژاپنی: (久城 一弥 Kujō Kazuya) شخصیت اصلی داستان کوچک‌ترین پسر سرباز سلطنتی ژاپن.
ویکتوریکا د بلویس (به ژاپنی: ヴィクトリカ・ド・ブロワ Vikutorika do Burowa) دختری ۱۵ ساله که در دانشگاه سینت مارگوریت به تحصیل می‌پردازد، اگرچه او بیشتر وقت خود را در کتابخانه دانشگاه سپری می‌کند. او جثه‌ای کوچک و عروسک مانندی همراه با موهای بلوند بسیار بلند و چشمانی سبز دارد. اما دارای صدایی گرفته است که فراتر از سن او نشان می‌دهد. از دیگر نکات ظاهری مهم او پیپی است که در هنگام فکر کردن آن را می‌کشد.